# NGC 1174
NGC 1174 (другие обозначения — NGC 1186, UGC 2521, MCG 7-7-21, ZWG 540.34, IRAS03022+4238, PGC 11617) — спиральная галактика с перемычкой в созвездии Персея.
Этот объект занесён в новый общий каталог несколько раз, с обозначениями NGC 1174, NGC 1186.
Этот объект входит в число перечисленных в оригинальной редакции «Нового общего каталога».
Галактика NGC 1174 входит в состав группы галактик NGC 1174. Помимо NGC 1174 в группу также входят NGC 1171 и IC 284.
Сперва была внесена в каталог под обозначением NGC 1186, затем наблюдалась Льюисом Свифтом в 1883 году, который из-за неправильного измерения координат принял её за другой объект, и она была ещё раз записана в Новый общий каталог под обозначением NGC 1174. Затем её заметил австрийский астроном Рудольф Шпиталер, который впервые сказал, что NGC 1174 и 1186 являются одним и тем же объектом. Координаты, указанные Свифтом, из-за прецессии должны измениться в 03ч 04м 28,7с и +42° 50′ 00″, что в минуте прямого восхождения к западу от NGC 1186. Такая ошибка в координатах обычна для Свифта, поэтому Шпиталер был прав. Многие источники полагают, что NGC 1174 является «потерянной» галактикой, однако её «тождество» с NGC 1186 считается доказанным уже более века.